# Gonarthrus citrinus
Gonarthrus citrinus är en tvåvingeart som beskrevs av Hesse 1938. Gonarthrus citrinus ingår i släktet Gonarthrus och familjen svävflugor. Inga underarter finns listade i Catalogue of Life.